# Lista de navios lançados em janeiro de 1945
A seguir está uma lista como os navios lançados ao mar no mês de janeiro de 1945.
| Data          | Navio                    | País           | Construtor                           | Localização                        | Classe                   | Notas |
| ------------- | ------------------------ | -------------- | ------------------------------------ | ---------------------------------- | ------------------------ | ----- |
| 1 de janeiro  | USS LST-1101             | Estados Unidos | Missouri Valley Bridge and Iron Co.  | (Evansville, Indiana, U.S.A.)      | LST                      |       |
| 2 de janeiro  | U-1406                   | Alemanha       | Blohm + Voss                         | Hamburgo                           | Tipo XVIIB               |       |
| 2 de janeiro  | USS LST-1117             | Estados Unidos | Chicago Bridge and Iron Co.          | (Seneca, Illinois, U.S.A.)         | LST                      |       |
| 3 de janeiro  | U-2361                   | Alemanha       | Deutsche Werft AG                    | Hamburgo                           | Tipo XXIII               |       |
| 3 de janeiro  | U-4703                   | Alemanha       | F. Krupp Germaniawerft AG            | Kiel                               | Tipo XXIII               |       |
| 3 de janeiro  | SS James Roy Wells       | Estados Unidos | Todd Houston Shipbuilding Corp       | Houston, Texas                     | Classe Liberty           |       |
| 4 de janeiro  | SS Michael James Monohan | Estados Unidos | J A Jones Construction Co            | Panama City                        | Classe Liberty           |       |
| 5 de janeiro  | USS LST-1118             | Estados Unidos | Chicago Bridge and Iron Co.          | (Seneca, Illinois, U.S.A.)         | LST                      |       |
| 5 de janeiro  | USS LST-1081             | Estados Unidos | American Bridge Co.                  | (Ambridge, Pennsylvania, U.S.A.)   | LST                      |       |
| 6 de janeiro  | U-2538                   | Alemanha       | Blohm + Voss                         | Hamburgo                           | Tipo XXI                 |       |
| 6 de janeiro  | U-2539                   | Alemanha       | Blohm + Voss                         | Hamburgo                           | Tipo XXI                 |       |
| 6 de janeiro  | U-3031                   | Alemanha       | AG Weser                             | Bremen                             | Tipo XXI                 |       |
| 6 de janeiro  | USS LST-975              | Estados Unidos | Bethlehem-Hingham Shipyard Inc.      | (Hingham, Massachusetts, U.S.A.)   | LST                      |       |
| 6 de janeiro  | USS LST-1038             | Estados Unidos | Dravo Corp.                          | (Pittsburgh, Pennsylvania, U.S.A.) | LST                      |       |
| 6 de janeiro  | USS LST-1039             | Estados Unidos | Dravo Corp.                          | (Pittsburgh, Pennsylvania, U.S.A.) | LST                      |       |
| 6 de janeiro  | SS William K Kamaka      | Estados Unidos | Todd Houston Shipbuilding Corp       | Houston, Texas                     | Classe Liberty           |       |
| 6 de janeiro  | SS William Terry Howel   | Estados Unidos | Southeastern Shipbuilding Corp       | Savannah, Geórgia                  | Classe Liberty           |       |
| 6 de janeiro  | SS Harold A Jordan       | Estados Unidos | St Johns River Shipbuilding Co       | Jacksonville, Flórida              | Classe Liberty           |       |
| 8 de janeiro  | SS George R Poole        | Estados Unidos | J A Jones Construction Co            | Charlotte, Carolina do Norte       | Classe Liberty           |       |
| 9 de janeiro  | SS Charles A Draper      | Estados Unidos | J A Jones Construction Co            | Panama City                        | Classe Liberty           |       |
| 9 de janeiro  | SS Kent Island           | Estados Unidos | New England Shipbuilding Corporation | South Portland                     | Classe Liberty           |       |
| 10 de janeiro | SS Daniel L Johnston     | Estados Unidos | Todd Houston Shipbuilding Corp       | Houston, Texas                     | Classe Liberty           |       |
| 10 de janeiro | U-3032                   | Alemanha       | AG Weser                             | Bremen                             | Tipo XXI                 |       |
| 10 de janeiro | U-3527                   | Alemanha       | F Schichau GmbH                      | Danzig                             | Tipo XXI                 |       |
| 10 de janeiro | U-3528                   | Alemanha       | F Schichau GmbH                      | Danzig                             | Tipo XXI                 |       |
| 10 de janeiro | USS LST-976              | Estados Unidos | Bethlehem-Hingham Shipyard Inc.      | (Hingham, Massachusetts, U.S.A.)   | LST                      |       |
| 10 de janeiro | USS LST-1102             | Estados Unidos | Missouri Valley Bridge and Iron Co.  | (Evansville, Indiana, U.S.A.)      | LST                      |       |
| 11 de janeiro | U-2362                   | Alemanha       | Deutsche Werft AG                    | Hamburgo                           | Tipo XXIII               |       |
| 11 de janeiro | U-4705                   | Alemanha       | F. Krupp Germaniawerft AG            | Kiel                               | Tipo XXIII               |       |
| 11 de janeiro | USS LST-1119             | Estados Unidos | Chicago Bridge and Iron Co.          | (Seneca, Illinois, U.S.A.)         | LST                      |       |
| 11 de janeiro | SS Frank E Spencer       | Estados Unidos | Delta Shipbuilding Co                | Nova Orleães, Luisiana             | Classe Liberty           |       |
| 12 de janeiro | SS Harold O Wilson       | Estados Unidos | J A Jones Construction Co            | Charlotte, Carolina do Norte       | Classe Liberty           |       |
| 13 de janeiro | U-2540                   | Alemanha       | Blohm + Voss                         | Hamburgo                           | Tipo XXI                 |       |
| 13 de janeiro | U-2541                   | Alemanha       | Blohm + Voss                         | Hamburgo                           | Tipo XXI                 |       |
| 13 de janeiro | USS LST-1040             | Estados Unidos | Dravo Corp.                          | (Pittsburgh, Pennsylvania, U.S.A.) | LST                      |       |
| 13 de janeiro | USS LST-1085             | Estados Unidos | American Bridge Co.                  | (Ambridge, Pennsylvania, U.S.A.)   | LST                      |       |
| 13 de janeiro | USS LST-1103             | Estados Unidos | Missouri Valley Bridge and Iron Co.  | (Evansville, Indiana, U.S.A.)      | LST                      |       |
| 13 de janeiro | SS William Leory Gable   | Estados Unidos | Southeastern Shipbuilding Corp       | Savannah, Geórgia                  | Classe Liberty           |       |
| 13 de janeiro | SS Lloyd S Carlson       | Estados Unidos | Todd Houston Shipbuilding Corp       | Houston, Texas                     | Classe Liberty           |       |
| 13 de janeiro | SS William W McKee       | Estados Unidos | Delta Shipbuilding Co                | Nova Orleães, Luisiana             | Classe Liberty           |       |
| 14 de janeiro | USS LST-1083             | Estados Unidos | American Bridge Co.                  | (Ambridge, Pennsylvania, U.S.A.)   | LST                      |       |
| 15 de janeiro | USS LST-977              | Estados Unidos | Bethlehem-Hingham Shipyard Inc.      | (Hingham, Massachusetts, U.S.A.)   | LST                      |       |
| 15 de janeiro | SS Ezra Meech            | Estados Unidos | New England Shipbuilding Corporation | South Portland                     | Classe Liberty           |       |
| 15 de janeiro | SS F Scott Fitzgerald    | Estados Unidos | New England Shipbuilding Corporation | South Portland                     | Classe Liberty           |       |
| 15 de janeiro | SS John Miller           | Estados Unidos | St Johns River Shipbuilding Co       | Jacksonville, Flórida              | Classe Liberty           |       |
| 16 de janeiro | SS Rafael R Rivera       | Estados Unidos | J A Jones Construction Co            | Panama City                        | Classe Liberty           |       |
| 16 de janeiro | USS LST-1120             | Estados Unidos | Chicago Bridge and Iron Co.          | (Seneca, Illinois, U.S.A.)         | LST                      |       |
| 16 de janeiro | USS LST-1097             | Estados Unidos | Jeffersonville Boat and Machine Co.  | (Jeffersonville, Indiana, U.S.A.)  | LST                      |       |
| 17 de janeiro | USS LST-1104             | Estados Unidos | Missouri Valley Bridge and Iron Co.  | (Evansville, Indiana, U.S.A.)      | LST                      |       |
| 17 de janeiro | SS Alfred E Smith        | Estados Unidos | New England Shipbuilding Corporation | South Portland                     | Classe Liberty           |       |
| 18 de janeiro | SS Russell R Jones       | Estados Unidos | Todd Houston Shipbuilding Corp       | Houston, Texas                     | Classe Liberty           |       |
| 18 de janeiro | U-2363                   | Alemanha       | Deutsche Werft AG                    | Hamburgo                           | Tipo XXIII               |       |
| 19 de janeiro | U-4706                   | Alemanha       | F. Krupp Germaniawerft AG            | Kiel                               | Tipo XXIII               |       |
| 19 de janeiro | USS LST-1084             | Estados Unidos | American Bridge Co.                  | (Ambridge, Pennsylvania, U.S.A.)   | LST                      |       |
| 19 de janeiro | USS LST-1121             | Estados Unidos | Chicago Bridge and Iron Co.          | (Seneca, Illinois, U.S.A.)         | LST                      |       |
| 19 de janeiro | SS John Martin Miller    | Estados Unidos | Todd Houston Shipbuilding Corp       | Houston, Texas                     | Classe Liberty           |       |
| 19 de janeiro | SS ames Bennett Moore    | Estados Unidos | J A Jones Construction Co            | Charlotte, Carolina do Norte       | Classe Liberty           |       |
| 20 de janeiro | U-3033                   | Alemanha       | AG Weser                             | Bremen                             | Tipo XXI                 |       |
| 20 de janeiro | USS LST-978              | Estados Unidos | Bethlehem-Hingham Shipyard Inc.      | (Hingham, Massachusetts, U.S.A.)   | LST                      |       |
| 20 de janeiro | USS LST-1041             | Estados Unidos | Dravo Corp.                          | (Pittsburgh, Pennsylvania, U.S.A.) | LST                      |       |
| 20 de janeiro | USS LST-1042             | Estados Unidos | Dravo Corp.                          | (Pittsburgh, Pennsylvania, U.S.A.) | LST                      |       |
| 20 de janeiro | USS LST-1105             | Estados Unidos | Missouri Valley Bridge and Iron Co.  | (Evansville, Indiana, U.S.A.)      | LST                      |       |
| 20 de janeiro | SS Harry Kirby           | Estados Unidos | Southeastern Shipbuilding Corp       | Savannah, Geórgia                  | Classe Liberty           |       |
| 21 de janeiro | U-3034                   | Alemanha       | AG Weser                             | Bremen                             | Tipo XXI                 |       |
| 21 de janeiro | SS Niki                  | Estados Unidos | St Johns River Shipbuilding Co       | Jacksonville, Flórida              | Classe Liberty           |       |
| 22 de janeiro | U-2542                   | Alemanha       | Blohm + Voss                         | Hamburgo                           | Tipo XXI                 |       |
| 23 de janeiro | U-2364                   | Alemanha       | Deutsche Werft AG                    | Hamburgo                           | Tipo XXIII               |       |
| 23 de janeiro | USS LST-979              | Estados Unidos | Bethlehem-Hingham Shipyard Inc.      | (Hingham, Massachusetts, U.S.A.)   | LST                      |       |
| 23 de janeiro | SS Hydra                 | Estados Unidos | Delta Shipbuilding Co                | Nova Orleães, Luisiana             | Classe Liberty           |       |
| 23 de janeiro | SS James W Wheeler       | Estados Unidos | J A Jones Construction Co            | Panama City                        | Classe Liberty           |       |
| 23 de janeiro | SS T S Gold              | Estados Unidos | New England Shipbuilding Corporation | South Portland                     | Classe Liberty           |       |
| 24 de janeiro | USS LST-1106             | Estados Unidos | Missouri Valley Bridge and Iron Co.  | (Evansville, Indiana, U.S.A.)      | LST                      |       |
| 24 de janeiro | USS LST-1122             | Estados Unidos | Chicago Bridge and Iron Co.          | (Seneca, Illinois, U.S.A.)         | LST                      |       |
| 24 de janeiro | U-3035                   | Alemanha       | AG Weser                             | Bremen                             | Tipo XXI                 |       |
| 24 de janeiro | SS La Salle Seam         | Estados Unidos | Delta Shipbuilding Co                | Nova Orleães, Luisiana             | Classe Liberty (collier) |       |
| 25 de janeiro | U-4707                   | Alemanha       | F. Krupp Germaniawerft AG            | Kiel                               | Tipo XXIII               |       |
| 25 de janeiro | SS Wallace M Tyler       | Estados Unidos | Todd Houston Shipbuilding Corp       | Houston, Texas                     | Classe Liberty           |       |
| 25 de janeiro | SS Halton R Carey        | Estados Unidos | J A Jones Construction Co            | Charlotte, Carolina do Norte       | Classe Liberty           |       |
| 26 de janeiro | U-2365                   | Alemanha       | Deutsche Werft AG                    | Hamburgo                           | Tipo XXIII               |       |
| 26 de janeiro | U-3529                   | Alemanha       | F Schichau GmbH                      | Danzig                             | Tipo XXI                 |       |
| 26 de janeiro | U-3530                   | Alemanha       | F Schichau GmbH                      | Danzig                             | Tipo XXI                 |       |
| 26 de janeiro | USS LST-1082             | Estados Unidos | American Bridge Co.                  | (Ambridge, Pennsylvania, U.S.A.)   | LST                      |       |
| 27 de janeiro | USS LST-1043             | Estados Unidos | Dravo Corp.                          | (Pittsburgh, Pennsylvania, U.S.A.) | LST                      |       |
| 27 de janeiro | USS LST-1098             | Estados Unidos | Jeffersonville Boat and Machine Co.  | (Jeffersonville, Indiana, U.S.A.)  | LST                      |       |
| 27 de janeiro | SS Raymond Van Brogan    | Estados Unidos | J A Jones Construction Co            | Panama City                        | Classe Liberty           |       |
| 27 de janeiro | SS Francis A Retka       | Estados Unidos | New England Shipbuilding Corporation | South Portland                     | Classe Liberty           |       |
| 27 de janeiro | SS Leon S Merrill        | Estados Unidos | New England Shipbuilding Corporation | South Portland                     | Classe Liberty           |       |
| 27 de janeiro | SS Arlie Clark           | Estados Unidos | Southeastern Shipbuilding Corp       | Savannah, Geórgia                  | Classe Liberty           |       |
| 28 de janeiro | USS LST-1086             | Estados Unidos | American Bridge Co.                  | (Ambridge, Pennsylvania, U.S.A.)   | LST                      |       |
| 29 de janeiro | USS LST-1060             | Estados Unidos | Bethlehem-Hingham Shipyard Inc.      | (Hingham, Massachusetts, U.S.A.)   | LST                      |       |
| 29 de janeiro | USS LST-1107             | Estados Unidos | Missouri Valley Bridge and Iron Co.  | (Evansville, Indiana, U.S.A.)      | LST                      |       |
| 29 de janeiro | USS LST-1123             | Estados Unidos | Chicago Bridge and Iron Co.          | (Seneca, Illinois, U.S.A.)         | LST                      |       |
| 30 de janeiro | SS Harold Dossett        | Estados Unidos | J A Jones Construction Co            | Charlotte, Carolina do Norte       | Classe Liberty           |       |
| 30 de janeiro | SS Fred Herrling         | Estados Unidos | St Johns River Shipbuilding Co       | Jacksonville, Flórida              | Classe Liberty           |       |
| 31 de janeiro | SS Thomas W Murray       | Estados Unidos | Southeastern Shipbuilding Corp       | Savannah, Geórgia                  | Classe Liberty           |       |
| 31 de janeiro | SS William J Riddle      | Estados Unidos | J A Jones Construction Co            | Panama City                        | Classe Liberty           |       |
| 31 de janeiro | SS William W Johnson     | Estados Unidos | Todd Houston Shipbuilding Corp       | Houston, Texas                     | Classe Liberty           |       |
| 31 de janeiro | U-3037                   | Alemanha       | AG Weser                             | Bremen                             | Tipo XXI                 |       |